# Марко Станишић
Марко Станишић (Будва, 15. новембар 1919 — Београд, 5. децембар 1983), учесник Народноослободилачке борбе, пуковник ЈНА и народни херој Југославије.

## Биографија
Рођен је 15. новембра 1919. године у селу Маине, у Будви. Основну школу завршио је у родном месту, а након тога се бавио разним физичким пословима. Као млади радник прикључио се револуционарном радничком покрету и учествовао је у акцијама, којима је руководила тада илегална Комунистичка партија Југославије (КПЈ). Године 1940. примљен је у чланство КП Југославије.
Након окупације Краљевине Југославије, 1941. године активно је радио на припремању оружаног устанка у свом крају. Када је избио Тринаестојулски устанак био је међу првим устаницима у Црногорском приморју. Учествовао је и у једној од првих већих устаничких акција, када је 18. јула 1941. године на путу Будва—Цетиње, код села Брајића нападнута и уништена италијанска моторизована колона, а преко 230 италијанских војника избачено из строја.
Као добровољац Приморско-соколске чете, ушао је у састав Ловћенског батаљона Црногорског одреда за операције у Санџаку. У саставу овог батаљона учествовао је у неуспелом нападу на Пљевља, 1. децембра 1941. године. У овом нападу, био је међу борцима који су јуришали на опкољени град. Након тога, учествовао је у борбама по Санџаку, а 21. децембра 1941. године у Рудом је био међу борцима Ловћенског батаљона који су ступили у Прву пролетерску ударну бригаду.
Заједно са Првом пролетерском бригадом, Марко је учествовао у борбама ове бригаде на Романији, Звијезди и Игману, а посебно се истакао у борбама против четника у Округлици, као и у нападу на италијанско-усташки гарнизон у Улогу, на Неретви и нападу на усташко упориште у Жупи, од Улога до Коњица. Истицао се и у борбама против четника, маја 1942. године, на Сињајевини и почетком јуна на Дурмитору.
Међу борцима Првог ловћенског батаљона, али и читаве Прве пролетерске бригаде, био је познат као неустрашиви бомбаш, који је у својој торбици увек носио неколико бомби. У борби у близини села Џепи, код Коњица, јуна 1942. године, Марко је у пратњи двојице бораца-пушкомитраљезаца, Шпире Лагатора и Хајрудина Мехинагића, упао у пећину у којој се крила група од десет усташа, након чега их је разоружао. За овај подвиг, који је омогућио даље напредовање Првог ловћенског батаљона, Марко Станишић је био похваљен од стране Штаба Прве пролетерске бригаде, а на поклон је добио ручни сат, као најхрабрији борац Првог батаљона.
Истицао се храброшћу и у новим борбама Прве пролетерске бригаде — код Коњица, Ливна, Кључа, Јајца, на Иванседлу и Главатичеву, приликом форсирања Дрине, априла 1943. године и др. Како би му било одато признање за исказано јунаштво, 1943. године је био одређен за заставника Првог ловћенског батаљона. Заставу батаљона тада је преузео од Блажа Попиводе, који је био упућен у Јајце на похађање Партијско-политичке школе. Након тога, у свакој борби је јуришао с развијеном заставом, а посебно у данима Четврте и Пете непријатељске офанзиве.
Почетком 1944. године унапређен је у чин потпоручника и постављен за заменика Шестог београдског батаљона Прве пролетерске бригаде. Са овим батаљоном учествовао је у многим борбама у Босни, Санџаку и Србији. Посебно се истакао маја 1944. године у борбама код Млиништа, у време немачког десанта на Дрвар. Тада је следећи његов пример, читав батаљон испољио велико јунаштво. Од краја 1944. године па до завршетка рата, Марко је био обавештајни официр Прве пролетерске дивизије.
Након ослобођења Југославије, наставио је војну каријеру у Југословенској народној армији (ЈНА). Завршио је Вишу војну академију ЈНА и налазио се на дужности команданта пука, као и на разним штабним дужностима у корпусу. Пензионисан је у чину пуковника ЈНА.
Умро је 5. децембра 1983. године у Београду. Сахрањен је у Алеји народних хероја на Новом гробљу у Београду.
Носилац је Партизанске споменице 1941. и других југословенских одликовања, међу којима су — три Ордена за храброст, Орден заслуга за народ са сребрним зрацима, Орден братства и јединства са сребрним венцем и Орден партизанске звезде са пушкама. Од иностраних се истиче Партизански крст НР Пољске. Орденом народног хероја је одликован 10. јула 1953. године.